# Vitvaror
I äldre svenskt språkbruk avser vitvaror ofärgade bomulls- och linnevaror. Butiker som sålde dessa typer av varor benämndes vitvaruaffärer.

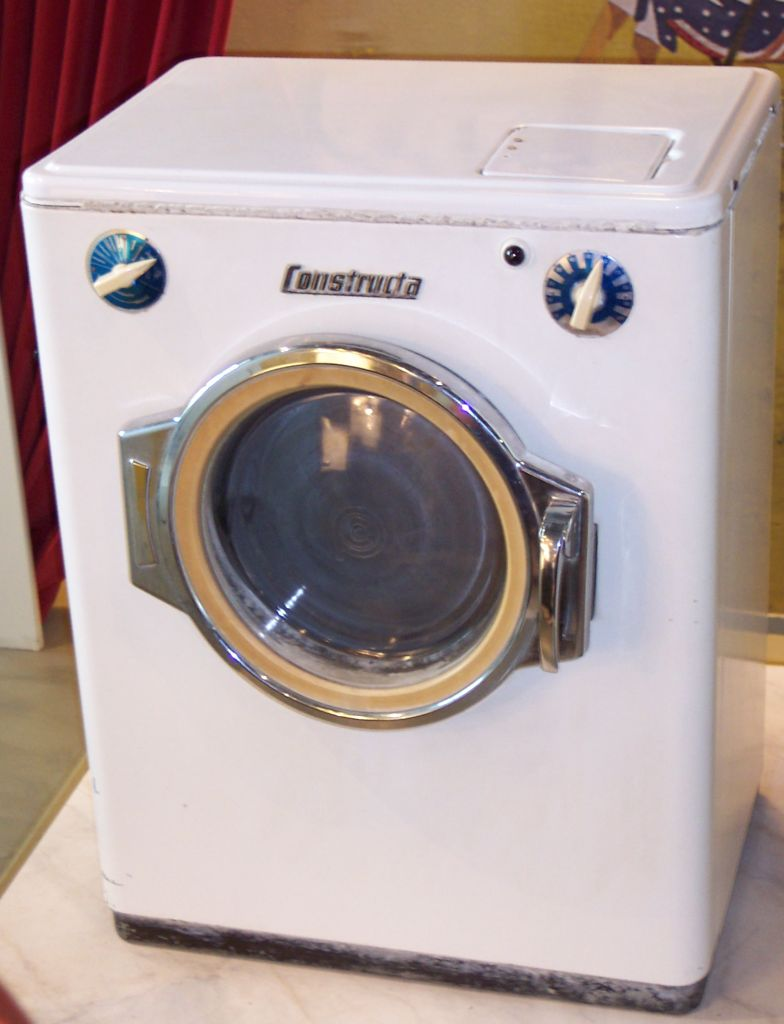
Tvättmaskin från 1950-talet

Vitvaror är ett samlingsnamn för större hushållsmaskiner som finns i de flesta hem som till exempel tvättmaskiner, diskmaskiner, torkskåp, torktumlare, kylskåp, frysar, köksfläktar och spisar. Namnet kommer av att dessa maskiner ursprungligen oftast hade en vit exteriör. Vitvaror som kylskåp, frysskåp och kyl/frysskåp finns både som fristående och inbyggnadsvarianter. Diskmaskiner, kylskåp, frysskåp och kyl/frysskåp kan vara integrerade det vill säga att de har samma luckor som de övriga köksskåpen.
Ordet "vitvaror" i betydelsen textilier är belagt i svenska språket sedan 1858. I början av 1970-talet användes ordet parallellt i betydelsen hushållsmaskiner, ibland som hårda vitvaror.

## Exempel på varumärken
- AEG
- Beko
- Bosch
- Cylinda
- Electrolux
- Elektro Helios
- Gorenje
- Hoover
- Husqvarna
- Kenny
- Kenwood
- LG
- Miele
- Neff
- UPO
- Samsung
- Siemens
- Smeg
- Whirlpool
- Zanussi